# Oliver Zaugg
Oliver Zaugg (Lachen, Suíça, 9 de maio de 1981) é um ciclista suíço que foi profissional de 2004 a 2016.

## Trajetória
Estreiou na temporada de 2004 como profissional na equipa Saunier Duval-Prodir.
Gregário nas equipas nos que competiu, em 2011 obteve sua primeira, e única, vitória ao ganhar o Giro de Lombardia.
Participou 5 vezes no Giro d'Italia (2004, 2005, 2007, 2011 e 2012) e 7 na Volta a Espanha (de 2007 a 2014 a excepção do ano 2012), sendo seu melhor resultado a 11.ª posição conseguida na edição de 2008.
No Giro de Itália de 2012 coroou em primeiro lugar o passo pelo Mortirolo na 20.ª etapa, ainda que finalmente acabaria em 40.ª posição desta.
Retirou-se em 2016 depois da disputa do Giro de Lombardia.

## Palmarés
- 2011
- Giro de Lombardia

## Resultados em Grandes Voltas e Campeonatos do Mundo
Durante a sua carreira desportiva conseguiu os seguintes postos nas Grandes Voltas e nos Campeonatos do Mundo em estrada
| Corrida            | Corrida            | 2004 | 2005 | 2006  | 2007 | 2008 | 2009 | 2010 | 2011 | 2012 | 2013 | 2014 | 2015 | 2016 |
| ------------------ | ------------------ | ---- | ---- | ----- | ---- | ---- | ---- | ---- | ---- | ---- | ---- | ---- | ---- | ---- |
|                    | Giro d'Italia      | 46.º | Ab.  | —     | Ab.  | —    | —    | —    | Ab.  | 56.º | —    | —    | —    | —    |
|                    | Tour de France     | —    | —    | —     | —    | —    | —    | —    | —    | —    | —    | —    | —    | —    |
|                    | Volta a Espanha    | —    | —    | —     | 15.º | 11.º | 70.º | 50.º | Ab.  | —    | 37.º | 23.º | —    | —    |
| Mundial em Estrada | Mundial em Estrada | —    | —    | 103.º | —    | 50.º | 28.º | —    | —    | Ab.  | Ab.  | —    | —    | —    |

—: não participa

Ab.: abandono

## Equipas
- Saunier Duval-Prodir (2004-2006)
- Gerolsteiner (2007-2008)
- Liquigas (2009-2010)
- Leopard/Radioshack (2011-2012)
  - Leopard-Trek (2011)
  - Radioshack-Nissan (2012)
- Saxo/Tinkoff (2013-2015)
  - Team Saxo-Tinkoff (2013)
  - Tinkoff-Saxo (2014-2015)
- IAM Cycling (2016)